# Dolichopus terminatus
Dolichopus terminatus är en tvåvingeart som beskrevs av Walker 1849. Dolichopus terminatus ingår i släktet Dolichopus och familjen styltflugor. Inga underarter finns listade i Catalogue of Life.